# اتفاقية 10 شباط (1964)
اتفاقية 10 شباط هي اتفاقية سلام موقعة مابين الحكومة العراقية والحركة الكردية التي كان يترأسها مصطفى بارزاني في يوم 10 شباط - فبراير من سنة 1964م وقد تضمنت الإتفاقية الموقعة مابين الطرفين عدة بنود أبرزها، إقرار الحكومة العراقية للحقوق القومية للكرد في الدستور العراقي.

## بنود الإتفاقية
- إقرار الحكومة العراقية للحقوق القومية للشعب الكردي وتثبيت هذه الحقوق في الدستور المقترح للبلاد.
- إطلاق سراح المعتقلين و المحتجزين والمحكومين بسبب حوادث الشمال وإصدار قانون عفوٍ عام، ورفع الحجز عن الأموال المنقولة والغير منقولة.
- إعادة الإدارات المحلية إلى المناطق الشمالية.
- إعادة الموظفين والمستخدمين الكرد إلى وظائفهم.
- رفع القيود على تسويق المواد المعيشية على اختلافها.
- الشروع بتعمير المنطقة الشمالية.
- تعويض أصحاب الأراضي التي غمرت المياه أراضيهم من جراء سدي دوكان ودربندخان.
- إتخاذ التدابير لإعادة الأمن و الإستقرار إلى المنطقة الشمالية.
- على كافة الوزارات ذات العلاقة، إصدار المراسيم والأوامر والتعليمات اللازمة لتنفيذ ماجاء في الإتفاق.

وفي يوم 14 شباط قامت الحكومة العراقية بإطلاق سراح جميع المعتلقلين من أعضاء الوفد الكردي المعتل لديها في بغداد منذ يوم 9 حزيران من سنة 1963م.